# Parafia Przenajdroższej Krwi Pana Jezusa w Wirkowicach
Parafia Przenajdroższej Krwi Pana Jezusa w Wirkowicach – parafia rzymskokatolicka z siedzibą w Wirkowicach, znajdująca się w archidiecezji lubelskiej, w dekanacie Krasnystaw – Wschód. Odpust w pierwszą niedzielę lipca. 
Erygowana 27.10.1937 r. przez biskupa Mariana L. Fulmana. Poprzednio miejscowość należała do parafii Stary Zamość. Nową parafię włączono do dekanatu zamojskiego i uposażono w 4 ha ziemi nadane przez Bank Rolny w 1937 r. Równocześnie założono cmentarz grzebalny.  
Do powstania parafii doszło dzięki właścicielowi folwarku w Wirkowicach Wojciechowi Wołowskiemu (i jego żonie Annie), zamordowanemu w czasie pacyfikacji za przechowywanie miejscowej ludności przed Niemcami.  
Podczas okupacji zginęło tu około 50 osób, wśród ofiar znalazł się pierwszy proboszcz, ks. Józef Foryś – zamordowany 25 października 1943 roku.  
Archiwum przechowuje m.in. księgi metrykalne, księgi wizyt dziekańskich i biskupich od 1947 r.

## Zasięg parafii
Do parafii należą wierni z następujących miejscowości: Wirkowice Pierwsze, Wirkowice Drugie.

## Miejsce historyczne
Przy kościele parafialnym znajduje się pomnik ku czci walczących w II wojnie światowej i ofiar cywilnych mieszkańców wsi Wirkowice. Jest to tablica z inskrypcją wsparta na murowanym bloku, nad tablicą metalowy krzyż. Treść inskrypcji:
Żołnierzom września 1939 r. poległym na wszystkich frontach II wojny światowej, pomordowanym w obozach i łagrach, Dzieciom Zamojszczyzny, pacyfikowanym i wysiedlonym, zamordowanym 37 mieszkańcom Wirkowic wraz z twórcami parafii ks. Józefem Forysiem oraz właścicielem majątku w Wirkowicach konsulem Wojciechem Wołowskim, w 50 rocznicę wysiedlenia Wirkowic, Dzieci Zamojszczyzny, Kombatanci i parafianie, 5 sierpnia 1993 r.

## Msze w parafii i kościele
W niedzielę i święta:   08:00,   10:00
W tygodniu:   07:30,   17:00 (w maju, październiku, listopadzie)

## Proboszczowie parafii Przenajdroższej Krwi Pana Jezusa w Wirkowicach
| imię i nazwisko          | okres urzędowana | uwagi |
| ------------------------ | ---------------- | --- |
| ks. Józef Foryś          | 1937–1943        | Zamordowany 25.10.1943 r. podczas napadu na plebanię przez trzech bandytów.                              |
| ks. Zdzisław Łukowiec    | 1969–1978        | Potajemnie, w ciągu jednego dnia, 20.03.1973 roku, wspólnie z mieszkańcami postawił drewnianą świątynię. |
| ks. Władysław Mich       | 1978–            | . |
| ks. Szymon Szlachta      | –1993            | Kanonik honorowy Kapituły Lubelskiej, Kapelan Ojca Świętego.                                             |
| ks. Henryk Kozyra        | 1993–2021        | Kanonik honorowy Kapituły Chełmskiej                                                                     |
| ks. Grzegorz Jan Garbacz | od 2021          | Kanonik honorowy Kapituły Chełmskiej                                                                     |

Ks. Józef Foryś (16.05.1908–25.10.1943)

Święcenia — 1935 r.

Wikariusz — Parafia pw. Wniebowzięcia Najświętszej Maryi Panny w Starym Zamościu (1935–1937)

Proboszcz — Parafia pw. Przenajdroższej Krwi Pana Jezusa w Wirkowicach (27.10.1937–25.10.1943)

Zmarł — 25 października 1943 r. w Wirkowicach

Pochowany — stary cmentarz parafialny w Wirkowicach
Ks. Zdzisław Łukowiec (15.07.1931–06.06.2007)

Urodzony — 15 lipca 1931 r. w Karolówce

Święcenia — 1956 r.

Wikariusz — Parafia - Kazimierz Dolny (1957–1961)

Wikariusz — Parafia Podwyższenia Krzyża Świętego w Piaskach (1961–1963)

Wikariusz — Parafia św. Jana Chrzciciela w Janowie Lubelskim (1963–1965)

Wikariusz — Parafia św. Michała Archanioła w Lublinie (1965–1967)

Wikariusz — Parafia Matki Bożej Częstochowskiej w Kazimierzówce (1967–1969)

Proboszcz — Parafia pw. Przenajdroższej Krwi Pana Jezusa w Wirkowicach (1969–1978)

Proboszcz — Parafia Wniebowzięcia Najświętszej Maryi Panny w Milejowie (1978–1986)

Proboszcz — Parafia Wniebowzięcia Najświętszej Maryi Panny w Matczynie (1986–1997)

Emerytura — od października 1997 r.

Zmarł — 06 czerwca 2007 r. w Lublinie

Pochowany — Parafia Wniebowzięcia Najświętszej Maryi Panny w Dzierążni
Ks. Władysław Mich (–21.08.1995)
Administrator (chwilowy) — Parafia św. Andrzeja Boboli w Kosobudach (1939)

Proboszcz — Parafia pw. Przenajdroższej Krwi Pana Jezusa w Wirkowicach (–1993)
Zmarł — 21 sierpnia 1995 r.
Ks. Szymon Szlachta (19.11.1943–)

Urodzony — 19 listopada 1943 r.

Święcenia — 6 sierpnia 1967 r.

Proboszcz — Parafia pw. Przenajdroższej Krwi Pana Jezusa w Wirkowicach (–1993)

Proboszcz — Parafia pw.  (1993–1996)

Proboszcz — Parafia Świętych Apostołów Piotra i Pawła w Częstoborowicach (1996–1999)

Proboszcz — Parafia Najświętszego Serca Jezusowego w Bobach (1999–2013)

Emerytura — od 2013 r.

Rezydent  — Parafia św. Antoniego Padewskiego w Lublinie (od 2013)

– Magister teologii

– Kanonik honorowy Kapituły Lubelskiej

– Kapelan Ojca Świętego (od 2006)
Ks. Henryk Kozyra (07.09.1958–21.04.2021)

Urodzony — 7 września 1958 r. w Zamościu

Święcenia — 31 sierpnia 1985 r. w Zamościu

Wikariusz — Parafia Wniebowzięcia Najświętszej Maryi Panny w Opolu Lubelskim (1985–1993)

Proboszcz — Parafia pw. Przenajdroższej Krwi Pana Jezusa w Wirkowicach (1993–2021)

Zmarł — 21 kwietnia 2021 r. w Lublinie

Pochowany — cmentarz parafialny w Zamościu

– Magister teologii (KUL)

– Kanonik honorowy Kapituły Chełmskiej

– Kapelan powiatowy Straży Pożarnej w Krasnymstawie

– Kapelan powiatowy Policji w Krasnymstawie